# Michaeliskirchweih

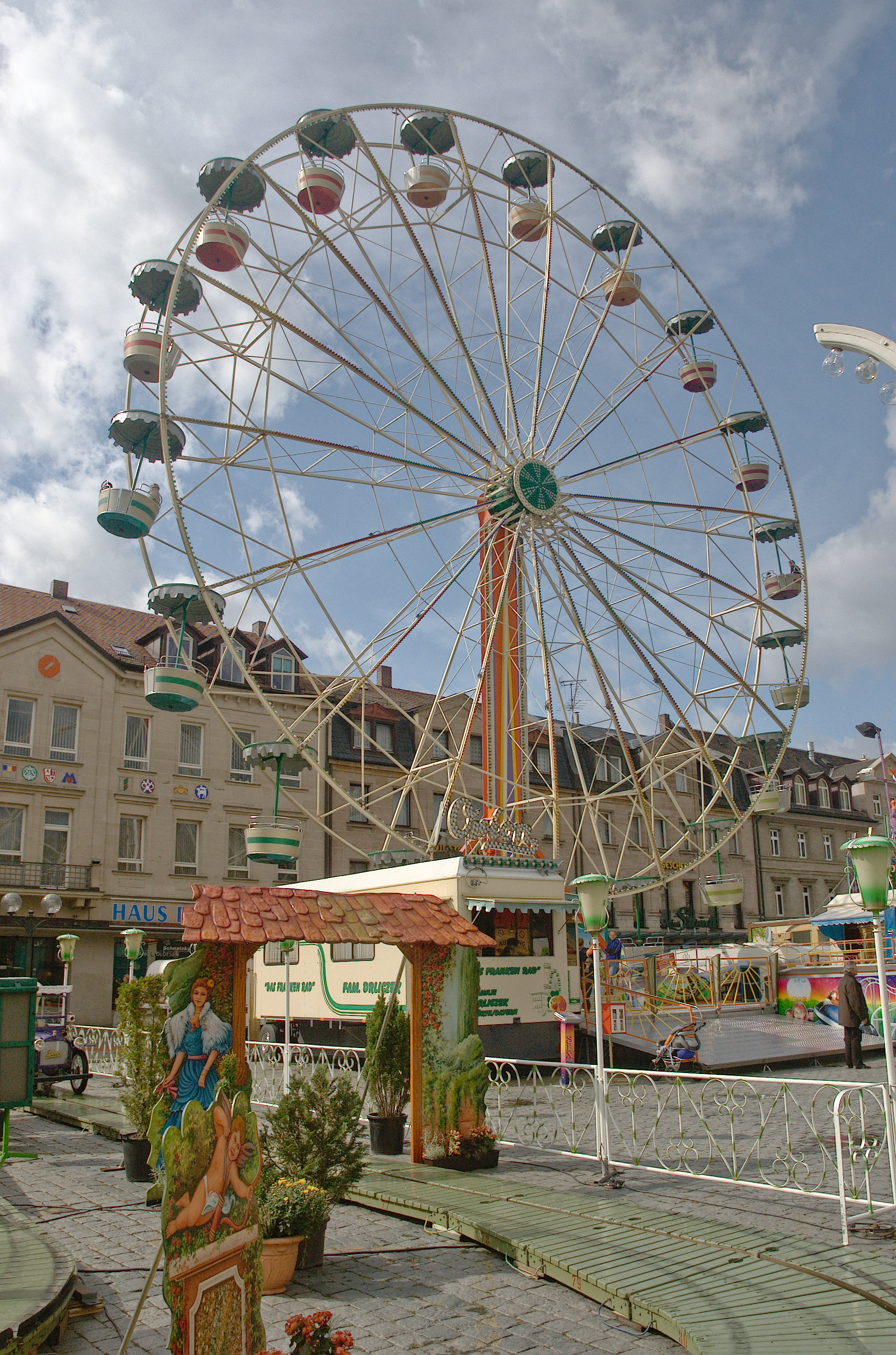
Riesenrad auf der Fürther Freiheit

Die Michaeliskirchweih in Fürth (auch Michaelis-Kirchweih; umgangssprachlich Fürther Kärwa bzw. „Färdder Kärwa“) ist eines der ältesten und größten Volksfeste in Franken.
Die Michaeliskirchweih ist die größte Straßenkirchweih Deutschlands. Anfang 2018 wurde die Michaeliskirchweih zunächst in die Liste des bayerischen Kulturerbes aufgenommen, im Dezember auch in das Bundesverzeichnis des immateriellen Kulturerbes.
Die Kirchweih 2023 fand vom 30. September bis zum 11. Oktober 2023 statt.

## Geschichte und Umfang
Über die Ursprünge der Kirchweih existieren keine Urkunden. Da jedoch die namensgebende Michaelskirche um 1100 errichtet wurde, wird davon ausgegangen, dass das Fest auch erstmals zu dieser Zeit stattfand und somit seit über 900 Jahren durchgeführt wird.
Ursprünglich fand die Kirchweih auf dem Grünen Markt statt. Die älteste Darstellung des Kirchweihbaums stammt aus dem Jahr 1624. Später weitete sich das Geschehen zunächst auf die heutige Königstraße aus, dann auf weitere Bereiche der Innenstadt um die Nürnberger Straße bis hin zur Fürther Freiheit. Aktuell erstreckt sich die Fürther Kärwa auf einen ca. 42.000 Quadratmeter großen Bereich der Innenstadt. Das Fest beschränkt sich dabei nicht nur auf Fahrgeschäfte und Schankbuden, sondern bietet auch zahlreichen Händlern und Marktschreiern eine Plattform, um Waren wie Haushaltsartikel, Bekleidung, Lebensmittel oder Pflanzen anzubieten. Im Gegensatz zu anderen Volksfesten gibt es keine Bierzelte. Würde man alle Stände und Buden aneinanderreihen, ergäbe dies eine Strecke von ca. 2,7 Kilometer. Eine Besonderheit ist die Sperrung des Teils der Bundesstraße 8, welcher durch die Fürther Innenstadt führt.
Im Jahr 2023 sind insgesamt 265 Gesamtbeschicker dabei (7 Großfahrgeschäfte – 1 Riesenrad – 1 Autoscooter – 12 Kinderfahrgeschäfte – 2 Lauf- und Belustigungsgeschäfte – 65 Imbiss- und Spezialimbissbetriebe – 24 Ausschankbetriebe – 6 Vollgastronomiebetriebe – 2 Heringsbratereien – 1 Ochsenbraterei – 29 Süßwaren- und Eisbetriebe – 4 Verlosungen – 10 Spielgeschäfte – 15 Wurf- und Schießbuden – 97 Händler).
Üblicherweise beginnt die Kirchweih am Namenstag des Erzengels Michael (29. September) bzw. am darauf folgenden Samstag und dauert 12 Tage. Höhepunkt ist der, an Erntedank stattfindende, Erntedankfestzug mit 3.000 Mitwirkenden und 100.000 Zuschauern. Mittlerweile besuchen jährlich etwa 1,5 Mio. Besucher die Kirchweih. An beiden Sonntagen ist in der Fürther Innenstadt verkaufsoffener Sonntag.

### Trivia
Da es in der weitaus größeren Nachbarstadt Nürnberg keine vergleichbare Veranstaltung gibt (die dortigen Feste finden nicht verteilt über viele Straßen statt, sondern am Hauptmarkt oder am Volksfestplatz), ist die Michaeliskirchweih für viele Nürnberger der einzige Anlass, einmal im Jahr die sonst von ihnen wenig geschätzte Stadt Fürth zu besuchen. Eher eine scherzhafte Legende dürfte es sein, dass unter anderem zu diesem Zweck im Jahr 1835 mit der Ludwigseisenbahn die erste deutsche Eisenbahn eröffnet wurde, die später durch die Straßenbahn Nürnberg und ab 1985 durch die U-Bahn Nürnberg ersetzt wurde.